# Flughafen Nashik

i8
i11
i13
Der ca. 608 m hoch gelegene Flughafen Nashik (englisch Nashik Airport, auch Ozar Airport, IATA-Code: ISK, ICAO-Code: VAOZ) ist ein nationaler Flughafen ca. 22 km (Fahrtstrecke) nordöstlich der Millionenstadt und Wirtschaftsmetropole Nashik im indischen Bundesstaat Maharashtra.

## Geschichte
Den Flughafen gibt es bereits seit den 1960er Jahren; später gab es eine regelmäßige Verbindung nach Bombay. In den 2010er Jahren wurden diverse Modernisierungen und Erweiterungen durchgeführt.

## Verbindungen
Der Flughafen wird von mehreren Fluggesellschaften angeflogen. Derzeit finden regelmäßige Flüge nur nach Ahmedabad, Pune und Belagavi statt.

## Sonstiges
- Der Flughafen verfügt über eine 3000 m lange Start- und Landebahn.
- Betreiber ist die private HAL Ltd.